# Taksaorn Paksukcharern
Taksaorn Paksukcharern (en thai : ทักษอร ภักดิ์สุขเจริญ ; RTGS : Thaksa-on Phaksukcharoen ; aussi écrit Thaksawn Phaksukjaroen), née à Bangkok le 27 octobre 1980, est une mannequin et actrice thaïlandaise.

## Filmographie
- 2007 : King Naresuan, le souverain du Siam
- 2009 : Bangkok Traffic (Love) Story